# Nelo unciata
Nelo unciata là một loài bướm đêm trong họ Geometridae.